# Akhlidin Israilov
Akhlidin Israilov (en ruso: Ахлидин Шукурович Исраилов; Kara-Suu, Kirguistán, 16 de septiembre de 1994) es un futbolista de Kirguistán que juega en la posición de centrocampista. Desde el 2022 juega con el Neftchi Kochkor-Ata de la Liga de fútbol de Kirguistán.

## Carrera

### Club
| Periodo   | Club                   | Apariciones | Goles |
| --------- | ---------------------- | ----------- | ----- |
| 2012–2016 | FC Dynamo-2 Kyiv       | 73          | 12    |
| 2016–2017 | FC Cherkashchyna       | 7           | 1     |
| 2017      | NEROCA FC              | 9           | 0     |
| 2018      | PSIS Semarang          | 5           | 0     |
| 2018–2019 | FC Andijon             | 0           | 0     |
| 2019      | UiTM United            | 3           | 0     |
| 2020–2021 | Samut Sakhon City FC   | 4           | 0     |
| 2021      | FC Alay Osh            | 25          | 6     |
| 2022–     | FC Neftchi Kochkor-Ata | 43          | 5     |

### Selección nacional
Israilov debutó con Kirguistán el 15 de octubre de 2013 en una derrota por 1-4 ante Tayikistán en un partido amistoso jugado en Biskek, partido en el cual anotó el gol y fue amonestado. También participó en la Copa Asiática 2019 donde anotó el gol en la derrota por 1-2 ante China en Al Ain.